# Reino dendi
El Reino Dendi (1591-1901) fue un Estado de África occidental, en la actual Níger, fundado por los songhai después del hundimiento del Imperio songhai.

## Auge y caída de Gao
Dendi (que significa «meridional, de aguas abajo») era probablemente la región de origen del idioma songhái. Abarcaba aproximadamente el sur de la República de Níger y el extremo norte de la de Benín.
Desde mediados del siglo VIII, los songhai moraban en el este de Malí en la ciudad comercial de Gao. La región que rodea el reino cayó bajo la influencia de Sundiata Keita Mansa del Imperio de Malí a partir de 1235. Sin embargo, no estuvo completamente bajo control del imperio hasta su conquista en 1325 por el general Sagha Mandjan, que se apoderó de Gao. La región quedó sometida al vasallaje de Mali.
En 1464, Gao recuperó su independencia gracias al debilitamiento del Imperio Malí y extenderse. El nuevo Imperio Songhai comenzó una campaña de conquista y conversión con la dinastía Askia. El nuevo imperio adoptó el islam como religión de Estado. Finalmente vencieron a sus antiguos señores en 1546 con la captura y destrucción de la capital de Malí, Niani. El imperio, sin embargo, siguió debilitado internamente por las continuas luchas intestinas, que minaban su cohesión.
Dendi era una de las provincias del imperio y su gobernador, el Dendi-fari, uno de los funcionarios principales del Estado. Era una región tradicionalmente guerrera, que aportaba numerosos soldados.
A la rápida expansión de los songhai por África occidental le siguió una decadencia igual de veloz. Al reforzamiento del Estado durante el reinado de Askia Daud (1549-1582) le siguió un periodo de debilidad en el que numerosos vasallos de Askia Ishaq II aumentaron su autonomía respecto de este. La derrota en la batalla de Tondibi (12 de marzo de 1591), infligida por los invasores saadíes provistos de armas de fuego, puso fin al imperio. La dinastía Askia huyó de la ciudad de Gao cuando los saadíes se acercaron a ella y se refugiaron en su región natal, Dendi. Desde allí organizaron la resistencia a los invasores marroquíes.

## Primeras acciones contra los conquistadores
El sultán marroquí, disgustado por no haber acabado por completo con el poder songhái y con el escaso botín, destituyó a Yuder y nombró un nuevo bajá, que llegó a Tombuctú en agosto de 1591. En octubre venció en la batalla de Bamba, de escasas consecuencias. Ishaq fomentó la resistencia a los marroquíes en los distintos territorios del imperio, pero tuvo que enfrentarse a la rebelión de su hermano Mohamed Gao. En Tombuctú se produjeron revueltas populares contra los marroquíes, debidas a las medidas opresivas adoptadas por estos. Ishaq aprovechó una de ellas para tratar de apoderarse de la ciudad mientras el grueso del ejército marroquí se hallaba campeando en los alrededores de Gao. La maniobra fracasó, pero precipitó un gran levantamiento que duró de octubre a diciembre y en el que la guarnición marroquí quedó cercada por los rebeldes y tuvo que ser rescatada por el bajá. En Yenné también se produjo un levantamiento que duró varias semanas.
A comienzos de 1592, los marroquíes trataron de afianzar el control del territorio. Erigieron una fortificación en Bamba a medio camino entre Tombuctú y Gao y emprendieron una gran ofensiva contra el ejército songhái. El nuevo monarca songhái, Mohamed Gao, que había derrocado a su hermano, solicitó entablar conversaciones de paz, que el bajá aceptó. Cuando el soberano llegó al campamento marroquí con varias decenas de dignatarios, el bajá, empero, lo mandó aherrojar, lo envió a Gao y reanudó la campaña militar. El apresamiento del monarca, cuya seguridad el bajá había jurado respetar, originó varias revueltas en la zona. Los fulai y los tuaregs se alzaron contra los marroquíes, que pasaron por las armas a los cautivos como represalia por el aniquilamiento de una de sus columnas que venía de Marrakech. Este acto desbarató la rebelión y permitió a los marroquíes nombrar un soberano títere —Suleimán, otro hermano de Mohamed Gao—. A partir de entonces, gobernaron la región de manera indirecta, a través de los emperadores títeres.

### Dendi: establecimiento del Estado y resistencia a la conquista
Los contrarios al sometimiento a Marrakech escogieron, sin embargo, a otro rey, Askia Nuhu. Este encabezó el hostigamiento a los marroquíes, que habían hecho de Tombuctú su centro regional. Este segundo (o tercero, dependiendo de cuando uno empieza a contar) Imperio Songhai estableció su nueva capital en Lulami. Pronto comenzó a luchar para establecerse en la región y restaurar el prestigio songhái. La derrota de Tomdibi, empero, marcó el fin de la época de apogeo del Estado songhái y, con él, el de los grandes imperios de África occidental. Los territorios songhái quedaron partidos en dos: el norte, dominado por los marroquíes y con los principales centros económicos, y el suroeste, núcleo de la resistencia a los conquistadores. La dependencia económica mutua y el enfrentamiento entre ellos condujo a la decadencia de la región.
El nuevo Estado centrado en Dendi hostigó a los marroquíes y bloqueó su acceso a las minas de oro del sur. La reconciliación entre la antigua dinastía songhái de Sonni y la de los Askia y entre el soberano y los disidentes reforzó la unidad del nuevo Estado, que libró una guerra sin tregua con el bajá Mahmud ben Zargun, empeñado en aplastar la resistencia songhái y completar la conquista. A comienzos de 1593, el bajá logró penetrar en Dendi al frente de varios miles de arcabuceros, pero Nuhu logró detener su avance en Ouame. Las condiciones de la zona, una región boscosa y cenagosa de clima tropical extremo, acabaron por diezmar a los marroquíes, que no estaban acostumbrados a ellas. El lento avance marroquí acentuó sus problemas: creciente resistencia del enemigo, enfermedades, desconocimiento del terreno y hostilidad de la población. La situación empeoró cuando los invasores erigieron un asentamiento en Kolen, un lugar especialmente insalubre junto al Níger. Aunque la guerra continuó entre 1593 y 1595, el empuje marroquí fue desvaneciéndose, tanto por la resistencia que encontró como por las condiciones climáticas. Los songhái empleaban eficaces tácticas de guerrilla para acosar al enemigo. La llegada de refuerzos marroquíes no sirvió para desbloquear la situación, simplemente para aumentar el número de muertos por las enfermedades.
En el otoño de 1593, el bajá regresó a Tombuctú y, sospechando que la dirección de la resistencia se hallaba en los ulemas de la ciudad, aprobó una serie de medidas que acabó con su deportación a Marrakech en abril de 1594. La represión, empero, no acabó con la resistencia songhái. En 1594, Nuhu cercó y tomó Kolen, a pesar de la llegada de socorros. Los marroquíes emprendieron una contraofensiva que detuvo el avance songhái, pero que no logró acabar con la subversión. En enero de 1595, Ben Zargun, a punto de ser sustituido por el disgustado sultán, murió en una escaramuza. Las diputas entre su sucesor y Yuder Pachá dividió al ejército. Cuando el nuevo bajá murió en noviembre de 1596, Yuder recuperó el mando de las fuerzas en la región, que mantuvo mediante tretas diversas y envenenamientos hasta el 25 de marzo de 1599, cuando regresó a Marruecos.
Los años siguientes tanto los marroquíes del Sudán como los songhái de Dendi sufrieron un periodo de crisis: los primeros por las disensiones entre los gobernadores militares y los tesoreros, que estorbaron la cooperación entre la Administración civil y la militar; los segundos, por las intrigas dinásticas, que llevaron al derrocamiento del hábil Nuhu y su sustitución por tres de sus hermanos, que reinaron efímeramente. A estos tres los sucedió un soberano más hábil y decidido, Askia Harun-Dankatiya, que retomó con determinación la lucha contra los saadíes. En 1608, recuperó el dominio de parte del Níger y en 1610 de parte de la región de Massina, la mayor productora de grano de la zona. Las revueltas urbanas contra los marroquíes, por el contrario, fracasaron y fueron aplastadas con dureza. Hacia 1630, la autoridad del sultán sobre la zona era puramente teórica; el Gobierno local actuaba de manera casi independiente. La zona finalmente se dividió en una serie de Estados menores.

### Presencia continua en Malí
Existe poca información entre 1591 y principios del siglo XVIII del reinado de Hanga para el Reino Dendi. Lo que es evidente es que el reino mantiene la preocupación por recuperar o al menos debilitar el Sultanato Saadi en el este de Malí. Si el Imperio Songhai era verdaderamente más, nadie había dicho a los Askiyas. En 1609, la ciudad maliense de Djenné se rebeló contra los bajás Saadi (gobernadores) con mediadores dendi. Los Saadianos fueron finalmente capaces de recuperar la ciudad, pero con una falta de apoyo de la patria que pronto abandonó la zona dejando a los nómadas Tuareg y Fulbe.

### Conflicto con los saadíes
En 1612, al-Amin Askia llegó al poder en Dendi. A su corto reinado de seis años le siguió el largo y tiránico de Dawud. Este mandó ajusticiar a numerosas personas durante su reinado, incluidos parientes y soldados. Su hermano, Ismael, huyó a Tombuctú y buscó el apoyo de los saadíes para derrocarlo. Volvió a Dendi y le arrebató el poder en 1639. Sin embargo, al intentar que el ejército extranjero que le había ayudado en la tarea evacuase el territorio, fue depuesto y reemplazado por un Askia que el bajá consideró más dócil. A este lo depusieron más tarde los songhái.

### El hundimiento final
El Reino Dendi se tambaleó durante los próximos dos siglos y medio que presencian reinados cada vez más inestables, golpes y contragolpes de estado. El reino se dividió en un varios feudos. Cuando Francia entró en la región, dendi no estaba en forma para la batalla. En 1901, los franceses depusieron al último Askia del reino dendi terminando el control de Songhai sobre Mali y Níger hasta la independencia de aquellos países.